# Ove Lucas
Ove Lucas (ca. 1960) is een Nederlandse tentoonstellingsmaker en directeur van de Stichting Centrum Beeldende Kunst Rotterdam.

## Levensloop

### Vroege carrière
Lucas begon zijn carrière begin jaren tachtig in de Rotterdamse kunstsector tijdens zijn vervangende dienst bij het Lijnbaancentrum in Rotterdam onder Felix Valk . Hierna volgde hij de School voor Journalistiek, die hij in 1985 afrondde.
Later in de jaren tachtig werd Lucas tentoonstellingsmaker bij het Centrum Beeldende Kunst Rotterdam. In deze rol organiseerde hij in 1990 met 
stadsconservator Jan van Adrichem van Museum Boijmans Van Beuningen en Thomas Meyer zu Schlochtern van de Rotterdamse Kunststichting de expositie Rotterdam Assorti in het Hal-Gebouw, het huidige Hotel New York. 
In de jaren negentig werkte Lucas onder Hans Walgenbach als artistiek leider van de tentoonstellingsruimte Villa Alckmaer. In 1999 ging dit over in de TENT Rotterdam aan de Witte de Withstraat, die werd geleid door een driemanschap: Lucas als algemeen coördinator in samenwerking met Arno van Roosmalen en Thomas Meijer zu Schlochtern. 

### Directeur van Centrum Beeldende Kunst Rotterdam
In 2006 is Lucas aangesteld als directeur van Stichting Centrum Beeldende Kunst Rotterdam (CBK). Sinds het vertrek in 2005 van Ton de Vos, de opvolger van Walchenbach, was hij al waarnemend directeur. In het opvolgende jaar, in 2007, heeft hij de verzelfstandiging van het Centrum Beeldende Kunst gecoördineerd.
In het CBK Rotterdam heeft Lucas de zaak gereorganiseerd en de verzelfstandiging tot de Rotterdamse Artotheek begeleid. Een belangrijke taak, die bij het CBK Rotterdam is gebleven is het beheer van de beeldencollectie in de buitenruimte in de stad. Hij neemt actief deel aan het publieke debat hieromtrent, en omtrent meer algemene kunstzaken in de stad.

## Publicaties, een selectie
- Ove Lucas, Grafiek : vier interviews van Ove Lucas met Rotterdamse grafici : Michiel Brink, Dirk Huizer, Gerard Immerzeel, Hans Koopman, Joost Minnigh. Centrum Beeldende Kunst-Artoteek Rijnmond : Stichting Kunstzinnige Vorming Rotterdam, 1988.
- André Dekker & Ove Lucas. Zeitweiliges Treffen : actuele kunst uit Frankfurt = aktuelle Kunst aus Frankfurt. Centrum Beeldende Kunst, 1988.
- Ove Lucas & Bob Goedewaagen (fotogr.), 5 jaar 51 kunstenaars. Rotterdam : Centrum Beeldende Kunst, 1992.
- Paul van der Eerden & Ove Lucas. Sorti du labyrinthe, Rotterdam : Centrum Beeldende Kunst Rotterdam, 1996.